# Lipînî, Dunaiivți
Lipînî (în ucraineană Ліпини) este un sat în comuna Velîkîi Jvanciîk din raionul Dunaiivți, regiunea Hmelnîțkîi, Ucraina.

## Demografie
Componența lingvistică a localității Lipînî
     Ucraineană (100%)
Conform recensământului din 2001, toată populația localității Lipînî era vorbitoare de ucraineană (100%).